# Joris Pieters van den Broeck
Joris Pieters van den Broeck (1610 - 27 augustus 1652) was een Friese zeevaarder die voer voor de Admiraliteit van Friesland.

## De Slag bij Duins
In de dagen voor de Slag bij Duins had Maarten Harpertszoon Tromp positie gekozen voor de kust bij Duinkerken. Een van de kapiteins die bij hem waren was Joris Pieters van den Broeck, die commando voerde over een Fries roeifregat, de Rotterdam. In opdracht van Tromp ging het schip op verkenning uit en werd de Spaanse vloot gesignaleerd bij La Coruña. Na het verslag van Van den Broeck besloot Tromp om slag te leveren. 
Tijdens de zeeslag werd Van den Broeck naar Calais gestuurd om een nieuwe voorraad kruit te halen. Na deze opdracht volbracht te hebben mengde Van den Broeck zich weer bij de vloot en wist in de latere Slag bij Duins een Spaans galjoen met 140 man en achttien stukken geschut te veroveren. Een huzarenstukje, daar hij zelf niet meer dan tien stukken geschut aan boord had.

## Verdere krijgsverrichtingen
Op 18 oktober 1640 deed hij opnieuw van zich spreken toen de kapitein met een fregat van de Duinkerker kapers met 72 man en acht stukken geschut wist te veroveren en terug te varen naar Dokkum. Een ander sterk staaltje leverde hij toen hij in mei 1642 niet alleen enkele Duinkerker vissersschepen, maar wederom een Duinkerker fregat veroverde, van tachtig koppen en twaalf kanonnen. In augustus 1642 wist hij niet alleen een fregat met veertien stukken geschut de grond in te boren, maar ook een fregat met 140 man en twintig stukken te veroveren, terwijl zijn eigen schip slechts tien stukken geschut en een bemanning van 67 man telde. In 1644 werd Van den Broeck extra-ordinaris kapitein, een soort vaste oproepkracht, vermoedelijk bij de admiraliteit van Friesland.

## De Slag bij Plymouth
Tijdens de aanloop naar de Eerste Engels-Nederlandse Oorlog werd Van den Broeck op 3 mei 1653 benoemd tot gewoon kapitein. In de Zeeslag bij Plymouth op 26 augustus 1652 voer hij onder Michiel de Ruyter met het schip De Westergo. Na De Ruyter, die vice-commandeur van het eskader was, was hij hoogste in rang als waarnemend schout-bij-nacht. De avond na de slag, op 27 augustus overleed Van den Broeck aan de gevolgen van een ziekte.